# Notophyson brotes
Notophyson brotes là một loài bướm đêm thuộc phân họ Arctiinae, họ Erebidae.